# ماتيوش بونيتكا
ماتيوش بونيتكا (بالبولندية: Mateusz Ponitka) مواليد 29 أغسطس 1993 في اوسترو ولكوبوليسكي، بولندا، هو لاعب كرة سلة بولندي. بدأ مسيرته الاحترافية في سنة 2009. يلعب مع نادي كارشياكا لكرة السلة. يحمل الرقم 20. يبلغ طوله 6 قدم 6 بوصة (2.0 م).

## المسيرة الاحترافية
لعب مع أسكو غدينيا في موسم 2012–2013، ثم لعب مع نادي أوستند لكرة السلة من سنة 2013 إلى 2015، ثم لعب مع نادي جلونا غورا لكرة السلة في موسم 2015–2016، ثم لعب مع نادي كارشياكا لكرة السلة في سنة 2016.

## إحصائيات المسيرة

### الدوري الأوروبي
| السنة   | الفريق      | لعب | بدأ | دقيقة | ميداني% | ثلاثية | حرة  | ارتداد | صنع | استلاب | تصدي | نقطة | أداء |
| ------- | ----------- | --- | --- | ----- | ------- | ------ | ---- | ------ | --- | ------ | ---- | ---- | ---- |
| 2012–13 | أسكو غدينيا | 10  | 4   | 22.2  | .486    | .323   | .381 | 3.5    | .8  | 1.0    | .0   | 8.8  | 7.8  |
| المسيرة |             | 10  | 4   | 22.2  | .486    | .323   | .381 | 3.5    | .8  | 1.0    | .0   | 8.8  | 7.8  |

## روابط خارجية
- ماتيوش بونيتكا على موقع الاتحاد الدولي لكرة السلة (الإنجليزية)
- ماتيوش بونيتكا على موقع الدوري الأوروبي لكرة السلة (الإنجليزية)
- ماتيوش بونيتكا على موقع الدوري الإسباني لكرة السلة (الإسبانية)
- ماتيوش بونيتكا على موقع كرة السلة الأوروبية.كوم (الإنجليزية)
- ماتيوش بونيتكا على موقع DraftExpress.com (الإنجليزية)
- ماتيوش بونيتكا على موقع ريلجم (الإنجليزية)
- ماتيوش بونيتكا على موقع بروبوليرز (الإنجليزية)
- ماتيوش بونيتكا على موقع سبورتس رفرنس (الإنجليزية)